# Elaphidion elongatum
Elaphidion elongatum är en skalbaggsart som beskrevs av Fisher 1942. Elaphidion elongatum ingår i släktet Elaphidion och familjen långhorningar.
Artens utbredningsområde är Kuba. Inga underarter finns listade i Catalogue of Life.